# 황희훈
황희훈은 대한민국의 전 축구 선수이자 지도자로 선수 시절 고양 자이크로, 고양 KB국민은행에서 골키퍼로 활약했으며 현재 전북 현대 모터스의 골키퍼 코치로 재직 중이다.